# Девід Керрі
Де́від Ке́ррі (англ. David Carry, 8 жовтня 1981) — британський плавець.
Учасник Олімпійських Ігор 2004, 2008, 2012 років.
Призер Чемпіонату світу з плавання на короткій воді 2008 року.
Призер Чемпіонату Європи з водних видів спорту 2006 року.
Переможець Ігор Співдружності 2006 року, призер 2010 року.